# Romain Mémain
Pas d'image ? Cliquez ici

a Compétitions nationales et continentales officielles uniquement.

Dernière mise à jour le 15 mai 2019.
Romain Mémain, né le 12 avril 1984 à Saint-Georges-de-Didonne (Charente-Maritime), est un joueur de rugby à XV français qui évolue au poste de deuxième ligne au sein de l'effectif de l'US Colomiers entre 2005 et 2019.

## Palmarès
- Championnat de France de 1re division fédérale :
  - Champion : 2005, 2008 avec l'US Colomiers.